# Eternal Rain
Eternal Rain è il quarto album del cantante coreano Rain, ed il primo pubblicato per il mercato giapponese il 13 settembre 2006, dove ha raggiunto la quattordicesima posizione degli album più venduti.

## Tracce
1. Free Way
2. Oh yeah! feat. Ai
3. Sad Tango
4. Move On
5. Baby baby
6. Feel So Right
7. Boku Ga Atsuku Nari Sugite (내가 너무 뜨거워서 (僕が熱くなりすぎて)
8. Without you
9. Because of you
10. Props in my life
11. Sad Tango (in inglese)
12. Free Way ~STY Gin n' Tonic Remix~

## Singoli
- 2006 - Sad Tango
- 2006 - Free Way
- 2006 - Move On